# Mensonge romantique et Vérité romanesque
Mensonge romantique et Vérité romanesque est un essai de René Girard publié en 1961 dans lequel est exposée la théorie du désir mimétique. 
L'auteur y réfute les illusions de la pensée romantique qui définit l'amour comme un rapport mimétique entre deux amants. Il avance plutôt que les vérités psychologiques que recèlent les rapports entre les personnages dans des récits romanesques, notamment dans le Don Quichotte de Miguel de Cervantes, L'Éternel Mari de Fédor Dostoïevski et Le Rouge et le Noir de Stendhal, révèlent que le sujet (héros) cherche à ressembler à celui qui s'oppose à lui dans sa quête amoureuse. Cet autre, qui obtient plus de succès aux yeux du héros que lui-même, devient le modèle à imiter. Il est pourtant bien incapable de suivre son secours. René Girard distingue ainsi « les romans ‘‘romantiques’’, qui perpétuent le mensonge et l’illusion, des romans proprement ‘‘romanesques’’, qui les dénoncent ». 